# Llista de pel·lícules incompletes o parcialment perdudes

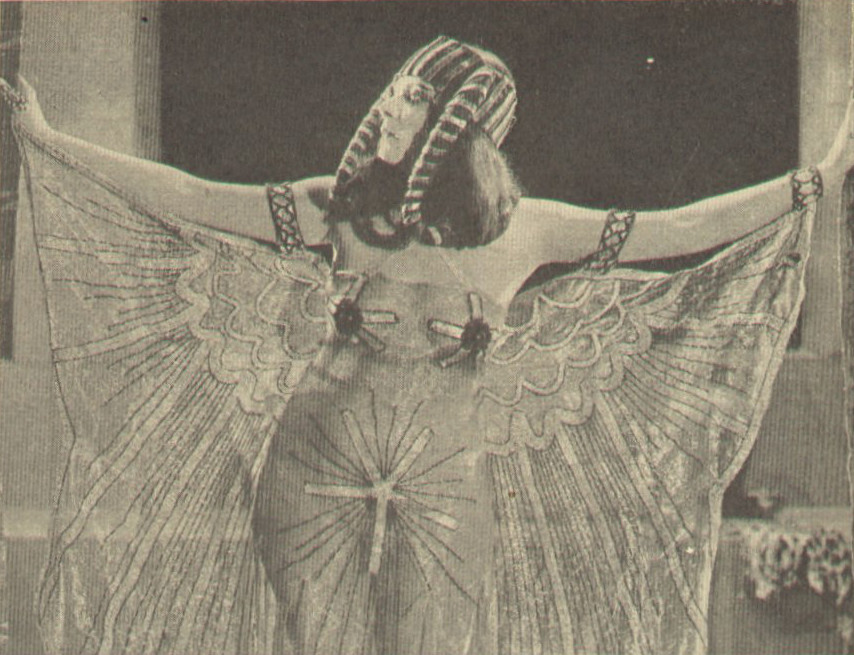
Theda Bara en una escena supervivent de la pel·lícula de 1917 parcialment perduda Cleopatra

La següent és una llista de pel·lícules notables que estan incompletes o parcialment perdudes. Les pel·lícules de les quals no s'ha trobat cap metratge (incloent tràilers) que hagin sobreviscut, se les considera pel·lícules perdudes.

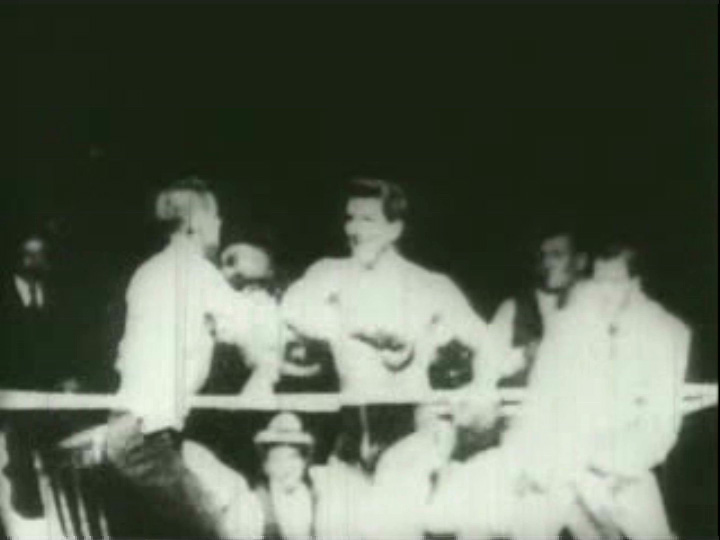
Imatges supervivents de Corbett and Courtney Before the Kinetograph, un curtmetratge d'un combat de boxa del 1894

## Cinema mut

### Dècada del 1890
| Any  | Pel·lícula                                  | Director                        | Repartiment                       | Notes | Ref   |
| ---- | ------------------------------------------- | ------------------------------- | --------------------------------- | --- | ----- |
| 1894 | Leonard-Cushing Fight                       | W. K. L. Dickson                | Mike Leonard, Jack Cushing        | D'un assalt queda un fragment de 37 segons de durada. | [ 1 ] |
| 1894 | Corbett and Courtney Before the Kinetograph | W. K. L. Dickson, William Heise | James J. Corbett, Peter Courtney  | Un combat d'exhibició filmat a l'estudi Edison's Black Maria l'any 1894. Originalment es van filmar sis assalts d'un minut i es van mostrar en Kinetoscope individuals. Només sobreviu un assalt. | [ 2 ] |
| 1896 | Le Coucher de la mariée                     | Léar (Albert Kirchner)          |                                   | Una de les primeres pel·lícules eròtiques (o "pel·lícules de comiats de solter"). Només han sobreviscut dos minuts de la pel·lícula. |       |
| 1897 | The Corbett-Fitzsimmons Fight               | Enoch J. Rector                 | James J. Corbett, Bob Fitzsimmons | Una pel·lícula de boxa rodada a l'aire lliure en un procés de pantalla panoràmica. Originalment de més de 70 minuts, sobreviu un fragment de 20 minuts. |       |
| 1899 | The Jeffries-Sharkey Contest                | William A. Brady, Tom O'Rourke  | Jim Jeffries, Tom Sharkey         | Una pel·lícula de 25 minuts de l'American Mutoscope and Biograph d'un combat del campionat de pes pesat de 25 assalts, 135 minuts de durada. Primera pel·lícula rodada amb llum artificial, que feia tanta calor que va fer caure els cabells dels boxejadors. Hi ha uns minuts d'imatges degradades d'aquest combat. | [ 3 ] |

### Dècada del 1900
| Any  | Pel·lícula                    | Director                   | Repartiment                                | Notes | Ref   |
| ---- | ----------------------------- | -------------------------- | ------------------------------------------ | --- | ----- |
| 1900 | Soldiers of the Cross         | Joseph Perry               |                                            | Primera pel·lícula australiana, produïda pel Limelight Department de l'Exèrcit de Salvació. Va ser una producció multimèdia que combinava diapositives fotogràfiques de vidre amb bobines de pel·lícula, així com una oració i una orquestra en directe.                                    | [ 4 ] |
| 1903 | Alice in Wonderland           | Cecil Hepworth, Percy Stow | May Clark                                  | La primera adaptació cinematogràfica del llibre de Lewis Carroll durava originalment uns 12 minuts, segons el British Film Institute. La restauració de l'Institut té una durada de nou minuts i 35 segons.                                                                                 | [ 5 ] |
| 1905 | Adventures of Sherlock Holmes | J. Stuart Blackton         | H. Kyrle Bellew, J. Barney Sherry          | Primera adaptació dramàtica de Sherlock Holmes al cinema i segona pel·lícula sobre Holmes, la primera és la pel·lícula de 30 segons Sherlock Holmes Baffled (1900). Tot el que existeix són tires curtes d'escenes dipositades amb finalitats de drets d'autor a la Biblioteca del Congrés. | [ 6 ] |
| 1906 | The Story of the Kelly Gang   | Charles Tait               | Frank Mills                                | Només sobreviuen 17 minuts d'aquesta pel·lícula de 70 minuts; sovint es considera que és el primer llargmetratge - en moviment. | [ 7 ] |
| 1908 | Au pays des jouets            | Georges Méliès             | André Méliès (fill de set anys de Georges) | Se sap que sobreviuen fragments d'aquest curtmetratge; es presumeix que s'han perdut algunes escenes al mig de la pel·lícula. |       |

### Dècada del 1910
| Any        | Pel·lícula                              | Director                                   | Repartiment                                                              | Notes | Ref           |
| ---------- | --------------------------------------- | ------------------------------------------ | ------------------------------------------------------------------------ | --- | ------------- |
| 1910       | The Wonderful Wizard of Oz              | Otis Turner?                               | Bebe Daniels                                                             | Falten els crèdits finals, deixant el repartiment i l'equip com un misteri. |               |
| 1911       | At a Quarter of Two                     | Thomas H. Ince?                            | Mary Pickford, King Baggot                                               | S'han identificat fragments de la Biblioteca del Congrés com a d'aquesta pel·lícula. | [ 10 ] [ 11 ] |
| 1911       | Their First Misunderstanding            | Thomas H. Ince, George Loane Tucker        | Mary Pickford, Owen Moore                                                | Un curt d'un rodet. La major part de la pel·lícula es va recuperar l'any 2006, però encara falta el primer minut. | [ 12 ] [ 13 ] |
| 1911       | A Victim of the Mormons                 | August Blom                                | Valdemar Psilander, Clara Pontoppidan                                    | Pel·lícula Danesa que va iniciar una dècada de pel·lícula de propaganda antimormona a Amèrica. Només s'ha trobat aproximadament la meitat dels 60 minuts, una còpia de la qual es conserva a l'Arxiu de l'Església de Jesucrist dels Sants dels Últims Dies a Salt Lake City.                                                                    | [ 14 ]        |
| 1912       | With Our King and Queen Through India   |                                            |                                                                          | Documental britànicque representa les celebracions al Raj britànic per la coronació de Jordi V del Regne Unit. Amb una durada total d'uns 150 minuts, avui només sobreviuen dos rodets, un que mostra un repàs de les tropes després de la cerimònia principal i l'altre una processó a Calcuta des del final de la gira reial.                  | [ 15 ]        |
| 1913       | The Adventures of Kathlyn               | Francis J. Grandon                         | Kathlyn Williams                                                         | L'arxiu cinematogràfic de la Cineteca del Friuli té el primer dels 13 episodis de la segona sèrie nord-americana que s'ha fet mai. L'EYE Film Institute Netherlands també té fragments impresos. | [ 16 ]        |
| 1913       | The Inside of the White Slave Traffic   | Frank Beal                                 | Edwin Carewe, Jean Thomas                                                | Han sobreviscut dos rodets d'aquest drama de quatre rodets. | [ 17 ]        |
| 1913       | Poor Jake's Demise                      | Allen Curtis                               | Max Asher, Lon Chaney                                                    | Un fragment de la pel·lícula es va descobrir el maig de 2006 i està en poder de Lobster Films. | [ 18 ]        |
| 1913       | Raja Harishchandra                      | Dadasaheb Phalke                           | D. D. Dabke, Anna Salunke                                                | El primer llargmetratge hindu. El National Film Archive of India té dos rodets que contenen la primera i l'última de les quatre parts de l'obra. | [ 19 ]        |
| 1913       | Who Will Marry Mary?                    |                                            | Mary Fuller, Ben F. Wilson                                               | Sobreviuen impressions incompletes dels episodis un i cinc (de sis), a l'arxiu de l'EYE Film Instituut Nederland i al Keene State College, respectivament. | [ 20 ]        |
| 1914       | The Active Life of Dolly of the Dailies | Walter Edwin                               | Mary Fuller, Yale Boss                                                   | El capítol cinc d'aquesta sèrie de 12 parts es va descobrir el 2009 al New Zealand Film Archive. L'BFI National Archive té el capítol 10. | [ 21 ] [ 22 ] |
| 1914       | The Battle of the Sexes                 | D. W. Griffith                             | Lillian Gish, Donald Crisp                                               | El segon llargmetratge de Griffith, i el seu primer llançat per a Reliance-Majestic. Només sobreviu un fragment de dos minuts. | [ 23 ]        |
| 1914       | A Good Little Devil                     | Edwin S. Porter                            | Mary Pickford                                                            | Un dels cinc rodets sobreviu al National Film and Television Archive. | [ 24 ] [ 25 ] |
| 1914       | The Girl Stage Driver                   | Webster Cullison                           | Norbert A. Myles, Edna Payne, Will E. Sheerer                            | El 2009 es va descobrir una impressió positiva incompleta de 35 mm al New Zealand Film Archive. | [ 26 ] [ 27 ] |
| 1914       | Ireland a Nation                        | Walter MacNamara                           | Barry O'Brien                                                            | Sobreviuen quatre dels cinc rodets. | [ 28 ]        |
| 1914– 1917 | The Hazards of Helen                    | J. P. McGowan, James Davis                 | Helen Holmes                                                             | Es creu que aquesta és el serial més llarg mai fet, 23,8 hores de durada amb 119 episodis de 12 minuts. Els episodis supervivents es troben dispersos entre diversos arxius cinematogràfics, incloent la Biblioteca del Congrés, el Arxiu Nacional de Cinema i Televisió i el Museu Internacional de Fotografia i Cinema a George Eastman House. | [ 29 ]        |
| 1914       | The Indian Wars Refought                | Theodore Wharton                           | William F. Cody                                                          | Cody protagonitza ell mateix en aquesta primera versió cinematogràfica de les Guerres índies; també protagonitza Nelson Appleton Miles i Black Elk; publicat l'any 1917. Un minut i 58 segons de metratge el tenen la McCracken Research Library o el Buffalo Bill Historical Center, i es pot veure en línia (vegeu la referència).             | [ 30 ]        |
| 1914       | Lucille Love, Girl of Mystery           | Francis Ford                               | Grace Cunard, Francis Ford                                               | Quatre de 15 episodis sobreviuen. | [ 31 ]        |
| 1914       | The Master Key                          | Robert Z. Leonard                          | Robert Z. Leonard, Ella Hall, Harry Carter                               | L'episodi cinc de 15 resideix a la Biblioteca del Congrés. | [ 32 ]        |
| 1914       | My Official Wife                        | James Young                                | Clara Kimball Young                                                      | La història es refereix a Helen Marie, una dona que fuig de la policia Sant Petersburg, que planeja assassinar el tsar. Només existeixen uns 45 segons d'aquesta pel·lícula. Aquests fragments contenen un extra que es diu erròniament que és Lev Trotski. De fet, Trotski encara no era als Estats Units quan es va rodar.                     | [ 33 ]        |
| 1914       | Neptune's Daughter                      | Herbert Brenon                             | Annette Kellerman                                                        | L'arxiu cinematogràfic Gosfilmofond posseeix una bobina, que el National Film and Sound Archive va copiar. | [ 34 ]        |
| 1914       | The Perils of Pauline                   | George B. Seitz                            | Pearl White                                                              | De la sèrie original de 20 capítols que dura 410 minuts, només se sap que existeix una versió de 90 minuts, llançada a Europa el 1916. | [ 35 ]        |
| 1915       | The Battle Cry of Peace                 | J. Stuart Blackton                         | Charles Richman, L. Rogers Lytton, Mary Maurice                          | Èpica pro-armament i la producció més cara realitzada per Vitagraph. Un rodet informat a Europa; fragments d'escenes de batalla, extrets de les biblioteques de fotografies, es troben al George Eastman House. | [ 36 ] [ 37 ] |
| 1915       | The Carpet from Bagdad                  | Colin Campbell                             | Kathlyn Williams, Wheeler Oakman, Guy Oliver                             | Una bobina de cinc va ser recuperada del naufragi del RMS Lusitania amb uns peus d'imatges recuperables. | [ 38 ]        |
| 1915       | The Millionaire Paupers                 | Joe De Grasse                              | Lon Chaney, Sr.                                                          | Només sobreviu un fragment de la pel·lícula. | [ 39 ]        |
| 1916       | La falena                               | Carmine Gallone                            | Lyda Borelli                                                             | L'arxiu cinematogràfic de la Cineteca Italiana posseeix una impressió fragmentària. | [ 40 ]        |
| 1916       | The Fall of a Nation                    | Thomas Dixon                               | Lorraine Huling                                                          | D'aquesta seqüela de The Birth of a Nation (1915) sobreviuen alguns fotogrames. | [ 41 ]        |
| 1916       | Intolerance                             | D. W. Griffith                             | Lillian Gish, Mae Marsh, Robert Harron, Constance Talmadge               | Els fotogrames de diverses escenes han sobreviscut i es van incorporar a la impressió compilada pel Museum of Modern Art de Nova York. Aquestes escenes probablement formaven part del tall original de la pel·lícula, però eliminades per Griffith en reedicions posteriors.                                                                    | [ 42 ]        |
| 1916       | The Iron Claw                           | George B. Seitz, Edward José               | Pearl White, Creighton Hale                                              | L'UCLA Film and Television Archive posseeix l'episodi set d'aquesta sèrie de 20 parts. | [ 43 ]        |
| 1916       | Dödskyssen                              | Victor Sjöström                            | Victor Sjöström                                                          | L'arxiu de la Cinémathèque Française té aproximadament 30 minuts de la pel·lícula. | [ 44 ]        |
| 1916       | The Last Egyptian                       | J. Farrell MacDonald                       | J. Farrell MacDonald, Howard Davies, J. Charles Haydon, Vivian Reed      | Tres dels cinc rodets de la pel·lícula es troben al Museu d'Art Modern. | [ 45 ]        |
| 1916       | The Moment Before                       | Robert G. Vignola                          | Pauline Frederick                                                        | Una impressió gairebé completa, sense només l'escena inicial, està en possessió de l'arxiu cinematogràfic de la Cineteca Nazionale a Roma. | [ 46 ] [ 47 ] |
| 1916       | The Place Beyond the Winds              | Joe De Grasse                              | Lon Chaney, Sr.                                                          | Quatre dels cinc rodets es troben a l'arxiu cinematogràfic de la Biblioteca del Congrés. | [ 48 ]        |
| 1916       | Ramona                                  | Donald Crisp                               | Adda Gleason, Mabel Van Buren                                            | La Biblioteca del Congrés té cinc rodets. | [ 49 ]        |
| 1916       | Shoes                                   | Lois Weber                                 | Mary MacLaren                                                            | Aquesta pel·lícula ha estat reconstruïda a partir de diverses fonts, inclosa una paròdia reeditada el 1932 anomenada The Unshod Maiden. |               |
| 1916       | Snow White                              | J. Searle Dawley                           | Marguerite Clark, Creighton Hale                                         | Es va considerar una pel·lícula perduda, pensada que va ser destruïda en un incendi. Una impressió "substancialment completa" amb intertítols holandesos, amb algunes escenes a faltar, es va trobar a Amsterdam el 1992 i es va restaurar a la George Eastman House..                                                                           | [ 50 ]        |
| 1916       | The Wings                               | Mauritz Stiller                            | Egil Eide, Lars Hanson                                                   | Una còpia de la secció central va aparèixer el 1987 i fou mostrada per l'Institut Suec del Cinema. | [ 51 ]        |
| 1916       | The Woman in the Case                   | Hugh Ford                                  | Pauline Frederick, Alan Hale Sr.                                         | Els primers quatre de cinc rodets sobreviuen als Nederlands Filmarchives, el rodet final d'aquesta pel·lícula continua desaparegut. | [ 52 ]        |
| 1917       | Cleopatra                               | J. Gordon Edwards                          | Theda Bara                                                               | Hi ha aproximadament 40 segonds a George Eastman House. | [ 53 ]        |
| 1917       | The Devil Stone                         | Cecil B. DeMille                           | Geraldine Farrar                                                         | Dos rodets d'aquest llargmetratge de sis rodets, originalment amb seqüències Handschiegl Color Process, es troben a la col·lecció de l'AFI de la Biblioteca del Congrés. | [ 54 ] [ 55 ] |
| 1917       | The Gulf Between                        | Wray Physioc                               | Grace Darmond, Niles Welch                                               | De la primera pel·lícula Technicolor, "fragments molt curts sobreviuen a la biblioteca Margaret Herrick, a la George Eastman House i al departament de fotografia del National Museum of American History de l'Smithsonian". | [ 56 ] [ 57 ] |
| 1917       | The Moth                                | Edward José                                | Norma Talmadge, Eugene O'Brien, Hassard Short                            | La Biblioteca del Congrés té els rodets d'un a quatre (de sis). | [ 58 ]        |
| 1917       | Nuts in May                             | Robin Williamson                           | Stan Laurel                                                              | Només queden 60 segons de metratge de la primera pel·lícula de Laurel. Part del curt viu en escenes inserides en el curtmetratge de 1922 Mixed Nuts. | [ 59 ]        |
| 1917       | Poppy                                   | Edward José                                | Norma Talmadge, Eugene O'Brien, Frederick Perry                          | Una condensació de dos rodets de la segona meitat de la pel·lícula sobreviu a la Biblioteca del Congrés. | [ 58 ]        |
| 1917       | The Red Ace                             | Jacques Jaccard                            | Marie Walcamp                                                            | Originalment una sèrie de 16 episodis, només sobreviu l'episodi set a l'arxiu cinematogràfic de la Biblioteca del Congrés. | [ 60 ]        |
| 1917       | The Secret Man                          | John Ford                                  | Harry Carey                                                              | Dos dels cinc rodets es troben a l'arxiu de pel·lícules de la Biblioteca del Congrés. | [ 61 ]        |
| 1917       | The Seven Pearls                        | Louis J. Gasnier, Donald MacKenzie         | Mollie King, Creighton Hale                                              | Les impressions fragmentàries d'aquesta sèrie estan en poder de la Biblioteca del Congrés. (Public Archives of Canada/Dawson City collection). | [ 62 ]        |
| 1917       | The Sin Woman                           |                                            | Irene Fenwick                                                            | Un tràiler sobreviu al National Film and Sound Archive i al Academy Film Archive. | [ 63 ]        |
| 1917       | Triumph                                 | Joe De Grasse                              | Lon Chaney, Sr.                                                          | Tres dels cinc rodets sobreviuen. | [ 64 ]        |
| 1918       | The Cook                                | Roscoe Arbuckle                            | Roscoe Arbuckle, Buster Keaton                                           | Es van trobar dues còpies d'aquest curtmetratge de comèdia perdut anteriorment, una el 1998 i una altra el 2002, i es van combinar per crear una versió restaurada. Tanmateix, encara falten algunes escenes. | [ 65 ]        |
| 1918       | The Ghost of Slumber Mountain           | Willis O'Brien                             | Herbert M. Dawley, Willis O'Brien                                        | Només sobreviuen 19 minuts. |               |
| 1918       | The Ghosts of Yesterday                 | Charles Miller                             | Norma Talmadge, Eugene O'Brien, Stuart Holmes                            | Els rodets d'un a quatre (de sis) i un fragment de l'últim rodet estan en poder de la Biblioteca del Congrés. | [ 58 ]        |
| 1918       | Hands Up!                               | Louis J. Gasnier, James W. Horne           | Ruth Roland, George Larkin                                               | Només queda un "curtmetratge promocional" d'aquesta sèrie de 15 parts, a l'UCLA Film and Television Archive. | [ 66 ]        |
| 1918       | He Comes Up Smiling                     | Allan Dwan                                 | Douglas Fairbanks                                                        | Només sobreviu un rodet d'aquest cinc rodets. La bobina supervivent va ser conservada per l'Academy Film Archive el 2010. | [ 67 ] [ 68 ] |
| 1918       | The House of Hate                       | George B. Seitz                            | Pearl White, Antonio Moreno                                              | Una impressió incompleta d'aquesta sèrie de 20 parts es troba a l'arxiu de pel·lícules de Gosfilmofond amb subtítols en rus i/o ucraïnès. | [ 69 ]        |
| 1918       | Moonshine                               | Roscoe Arbuckle                            | Roscoe Arbuckle, Buster Keaton                                           | Actualment es conserva una impressió incompleta, que només dura sis minuts i trenta segons, procedent de la Cineteca Nazionale de Roma. | [ 70 ]        |
| 1918       | Oorlog en vrede                         | Maurits Binger                             |                                                                          | Només sobreviu un fragment d'aquesta pel·lícula holandesa de la Primera Guerra Mundial. | [ 71 ]        |
| 1918       | Riddle Gawne                            | William S. Hart, Lambert Hillyer           | Lon Chaney, Sr.                                                          | Un dels cinc rodets es troba a l'arxiu cinematogràfic de la Biblioteca del Congrés. | [ 72 ]        |
| 1918       | The Scarlet Drop                        | John Ford                                  | Harry Carey                                                              | El Getty Images Archive té poc més de 30 minuts de metratge.. | [ 73 ]        |
| 1918       | Salomé                                  | J. Gordon Edwards                          | Theda Bara                                                               | Un breu fragment de 2 minuts format per clips de la pel·lícula, va aparèixer el 2021 a la Filmoteca Española a Madrid. | [ 74 ]        |
| 1919       | Ravished Armenia                        | Oscar Apfel                                | Aurora Mardiganian                                                       | Es va restaurar i editar un segment de 24 minuts a partir d'un rodet supervivent a l'Armènia Soviètica. Va ser llançat l'any 2009 pel Centre de recursos del genocidi armeni del Nord de Califòrnia. També conegut com a Auction of Souls. | [ 75 ]        |
| 1919       | Bound and Gagged                        | George B. Seitz                            | Marguerite Courtot, George B. Seitz                                      | Quatre dels 10 episodis d'aquesta sèrie falsificada sobreviuen a l'arxiu cinematogràfic de la Biblioteca del Congrés. | [ 76 ]        |
| 1919       | A Gun Fightin' Gentleman                | John Ford                                  | Harry Carey, John Ford                                                   | Es creu que només tres bobines de cinc o sis originalment han sobreviscut. | [ 77 ]        |
| 1919       | J'accuse                                | Abel Gance                                 | Séverin-Mars                                                             | La pel·lícula original constava de quatre episodis amb una durada de 5.250 metres. La reconstrucció més completa té 3.525 metres de llarg. |               |
| 1919       | Just Squaw                              | George E. Middleton                        | Beatriz Michelena                                                        | La Biblioteca del Congrés té quatre de cinc rodets. | [ 78 ]        |
| 1919       | Der Knabe in blau                       | F. W. Murnau                               | Blandine Ebinger                                                         | Pel·lícula de debut de Murnau. L’arxiu fílmic de la Deutsche Kinemathek posseeix 35 petits fragments que van de dos a 11 fotogrames de llargada. | [ 79 ]        |
| 1919       | The Black Secret                        | George B. Seitz                            | Pearl White, Walter McGrail                                              | Dos minuts sobreviuen, a través d'una "pel·lícula de joguina". | [ 80 ]        |
| 1919       | The Masked Rider                        | Aubrey M. Kennedy                          | Boris Karloff, Ruth Stonehouse                                           | Es va considerar que la sèrie s'havia perdut en la seva totalitat. Tanmateix, s'han trobat la majoria d'episodis, encara que molts estan incomplets. The Masked Rider es considera la primera sèrie de pel·lícules sobre un vaquer emmascarat.                                                                                                   | [ 81 ]        |
| 1919       | The Miracle Man                         | George Loane Tucker                        | Thomas Meighan, Lon Chaney, Sr.                                          | Sobreviuen uns tres minuts, inclosos dos clips de pel·lícules recopilatòries llançades per Paramount: The House That Shadows Built (1931) i Movie Memories (1935). | [ 82 ]        |
| 1919       | The New Moon                            | Chester Withey                             | Norma Talmadge                                                           | Falta el rodet sis (de sis) a la Biblioteca del Congrés. | [ 83 ]        |
| 1919       | The Tiger's Trail                       | Robert Ellis, Louis J. Gasnier, Paul Hurst | Ruth Roland, George Larkin                                               | Existeix una "impressió fragmentària" de la sèrie de 15 episodis. | [ 84 ]        |
| 1919       | The Toilers                             | Tom Watts                                  | Manora Thew, George Dewhurst, Gwynne Herbert, Ronald Colman, Eric Barker | Sobreviuen dos de cinc rodets. | [ 85 ]        |

### Dècada del 1920
| Any  | Pel·lícula                                  | Director                        | Repartiment                                                  | Notes | Ref             |
| ---- | ------------------------------------------- | ------------------------------- | ------------------------------------------------------------ | --- | --------------- |
| 1920 | Daredevil Jack                              | W. S. Van Dyke                  | Jack Dempsey, Josie Sedgwick                                 | Els episodis d'un a quatre i un no identificat dels 15 episodis d'aquesta sèrie d'aventures es troben a l'UCLA Film & Television Archive. | [ 86 ]          |
| 1920 | La fête espagnole                           | Germaine Dulac                  | Ève Francis, Gaston Modot                                    | Només vuit minuts d'aquest llargmetratge de 67 minuts, que Henri Langlois va citar "tan important com la vaga d'Eisenstein, sobreviuen a la Cinemathèque Française. | [ 87 ] [ 88 ]   |
| 1920 | Robbery Under Arms                          | Kenneth Brampton                | Kenneth Brampton, S. A. Fitzgerald                           | Es va trobar una còpia que contenia unes tres quartes parts d'aquesta producció australiana i es va combinar amb imatges ja conegudes per produir una versió gairebé completa. Encara falta una seqüència de cinc minuts. | [ 89 ]          |
| 1920 | She Loves and Lies                          | Chester Withey                  | Norma Talmadge                                               | A la col·lecció de la Biblioteca del Congrés es conserva una impressió incompleta. | [ 90 ]          |
| 1920 | The Third Eye                               | James W. Horne                  | Warner Oland, Eileen Percy                                   | Sobreviu una "impressió fragmentària". | [ 91 ]          |
| 1921 | The Adventures of Tarzan                    | Robert F. Hill                  | Elmo Lincoln, Louise Lorraine                                | Originalment publicat com una sèria de pel·lícules de 15 capítols, només queda la reedició de 10 capítols de 1928. |                 |
| 1921 | The Blue Fox                                | Duke Worne                      | Ann Little                                                   | L'UCLA Film and Television Archive té capítols 1–12 a la seva col·lecció; Es creu que els episodis 13-15 s'han perdut. | [ 92 ]          |
| 1921 | Cappy Ricks                                 | Tom Forman                      | Thomas Meighan, Agnes Ayres, John St. Polis                  | L'Arxiu de cinema i televisió de la UCLA ha conservat dues bobines d'imatges. | [ 93 ]          |
| 1921 | The Centaurs                                | Winsor McCay                    |                                                              | Sobreviuen noranta segons de metratge d'aquesta pel·lícula d'animació. |                 |
| 1921 | A Connecticut Yankee in King Arthur's Court | Emmett J. Flynn, Pauline Starke | Harry Myers                                                  | Segons silentera.com, quedej els rodets dos, quatre i set dels vuit originals. | [ 94 ]          |
| 1921 | Daniel                                      |                                 | Sarah Bernhardt                                              | Un fragment de cinc minuts es troba a la WPA Film Library i a l'arxiu cinematogràfic britànic Pathé. Aquest últim permet veure un clip de l'escena final en línia. | [ 95 ] [ 96 ]   |
| 1921 | Devil Dog Dawson                            | Jack Hoxie                      | Jack Hoxie, Helene Rosson, Evelyn Selbie                     | Trenta-vuit segons d'imatges d'aquest western, trobats en una llauna mal etiquetada, van ser objecte d'una investigació en un episodi de 2006 de la sèrie de la PBS History Detectives. | [ 97 ]          |
| 1921 | Disraeli                                    | Henry Kolker                    | George Arliss                                                | La totalitat de la pel·lícula fou projectada al Museum of Modern Art el 1947. La bobina tres es troba a la George Eastman House. Se suposa que una impressió completa es conserva al Gosfilmofond a Moscou. | [ 98 ]          |
| 1921 | How Kitchener Was Betrayed                  | Percy Nash                      | Fred Paul, Winifred Evans, Bertram Berleigh                  | Se sap que només un dels seus sis rodets ha sobreviscut. |                 |
| 1921 | The Mechanical Man                          | Andre Deed                      | Gabriel Moreau, Valentina Frascaroli, Fernando Vivas-May     | Originalment d'una hora de durada, només queden uns 26 minuts. |                 |
| 1921 | The Queen of Sheba                          | J. Gordon Edwards               | Betty Blythe                                                 | Disset segons de metratge s'han identificat provisionalment com a d'aquesta pel·lícula. | [ 99 ]          |
| 1921 | The White Horseman                          | Albert Russell                  | Art Acord, Eva Forrestor                                     | D'aquesta sèrie western queda un "pom de retalls impresos". | [ 100 ]         |
| 1922 | Anna Ascends                                | Victor Fleming                  | Alice Brady, Robert Ellis                                    | En queda un fragment de sis minuts de la pel·lícula. | [ 101 ] [ 102 ] |
| 1922 | A Dangerous Adventure                       | Sam Warner, Jack Warner         | Grace Darmond, Philo McCullough, Derelys Perdue, Mabel Stark | L'UCLA Film and Television Archive té tot excepte l'episodi 12 d'aquesta sèrie de 15 capítols. | [ 103 ]         |
| 1922 | Daydreams                                   | Buster Keaton                   | Buster Keaton, Renée Adorée, Joe Roberts                     | Estampats incomplets sobreviuen de la col·lecció Raymond Rohauer, actualment escenes amb Keaton treballant com a cirurgià i un corredor de borsa de Wall Street encara falten de les impressions existents. | [ 104 ]         |
| 1922 | The Eternal Flame                           | Frank Lloyd                     | Norma Talmadge, Adolphe Menjou, Wedgwood Nowell              | Falten els rodets tres i vuit (de vuit) a la Biblioteca del Congrés. | [ 58 ]          |
| 1922 | Das Weib des Pharao                         | Ernst Lubitsch                  | Emil Jannings                                                | Durant molt de temps, s'ha perdut completament, s'ha restaurat a partir de diverses fonts, però encara li falten 10 minuts del temps original d'aproximadament una hora i 50 minuts. | [ 105 ]         |
| 1922 | Marizza                                     | F. W. Murnau                    | Tzwetta Tzatschewa                                           | L'arxiu cinematogràfic de la Cineteca Nazionale posseeix una impressió fragmentària del primer rodet. | [ 106 ]         |
| 1922 | Polly of the Follies                        | John Emerson                    | Constance Talmadge                                           | Només se sap que ha sobreviscut un tràiler. | [ 107 ] [ 108 ] |
| 1922 | Sherlock Holmes                             | Albert Parker                   | John Barrymore                                               | Es creia perduda. A la dècada de 1970 es va redescobrir un munt de preses negatives i la pel·lícula es va reconstruir el 1975 i de nou el 2001. | [ 109 ]         |
| 1922 | The Timber Queen                            | Fred Jackman                    | Ruth Roland, Bruce Gordon                                    | L'UCLA Film and Television Archive té episodis un, quatre, vuit i nou de 15, com a part d'una col·lecció privada. | [ 110 ]         |
| 1922 | The Toll of the Sea                         | Chester M. Franklin             | Anna May Wong, Kenneth Harlan                                | L'UCLA Film and Television Archive, sota la supervisió de Robert Gitt i Richard Dayton, va restaurar la pel·lícula de la 35 mm, pel·lícula de nitrats negatiu de càmera original a 1985. Com que faltaven els dos rodets finals, Gitt i Dayton van utilitzar "una càmera Technicolor original de dos colors" per filmar una posta de sol a la platja de Califòrnia, "tal com devia semblar l'edició original de la pel·lícula"" | [ 111 ]         |
| 1922 | The Village Blacksmith                      | John Ford                       | Will Walling, Virginia True Boardman                         | Un dels vuit rodets sobreviu a l'UCLA Film and Television Archive. | [ 112 ]         |
| 1922 | The Young Rajah                             | Phil Rosen                      | Rudolph Valentino                                            | Un positiu incomplet de reducció de 16 mm, que falta el primer terç, resideix a la Library of Moving Images. Turner Classic Movies va finançar la restauració utilitzant imatges supervivents de la pel·lícula i tràilers, fotografies fixes i targetes de títol per salvar els buits. | [ 113 ] [ 114 ] |
| 1923 | All the Brothers Were Valiant               | Irvin Willat                    | Lon Chaney, Malcolm McGregor, Billie Dove, Robert McKim      | S'han recuperat dos rodets. | [ 115 ]         |
| 1923 | The Darling of New York                     | King Baggot                     | Baby Peggy                                                   | Una de les pel·lícules populars de "Baby Peggy". Només existeix l'últim rodet que mostra el foc. Ha estat restaurat per l'UCLA Film and Television Archive. | [ 116 ] [ 117 ] |
| 1923 | The Eternal City                            | George Fitzmaurice              | Lionel Barrymore, Barbara La Marr, Bert Lytell               | Sobreviuen dos rodets finals de vuit. | [ 118 ]         |
| 1923 | In the Days of Daniel Boone                 | William James Craft             | Charles Brinley, Jack Mower                                  | El tràiler d'aquesta sèrie occidental de 15 capítols està disponible al DVD More Treasures from American Film Archives, 1894–1931: 50 Films. | [ 119 ]         |
| 1923 | The Gold Diggers                            | Harry Beaumont                  | Hope Hampton, Wyndham Standing, Louise Fazenda               | Un col·leccionista de pel·lícules va trobar una impressió belga incompleta a Mansfield, Anglaterra, el maig de 2021. El metratge supervivent inclou els rodets 1, 4, 5 i 6, tot i que alguns dels rodets existents tenen seccions que falten al principi i al final. dels rodets. | [ 120 ]         |
| 1923 | Flaming Youth                               | John Francis Dillon             | Colleen Moore                                                | Només existeix una bobina i un tràiler de pel·lícula. | [ 121 ]         |
| 1923 | Maytime                                     | Louis J. Gasnier                | Ethel Shannon, Harrison Ford                                 | Quatre de set rodets sobreviuen a aquesta pel·lícula redescoberta. Inclou un dels primers papers cinematogràfics de Clara Bow. | [ 122 ]         |
| 1923 | La Roue                                     | Abel Gance                      | Séverin-Mars                                                 | La versió original incloïa 32 rodets, que eren set hores i mitja o nou hores (les fonts no estan d'acord). El 1924, Gance el va editar a dues hores i mitja per a la seva distribució general. Una reconstrucció moderna a partir de cinc versions diferents, disponible en DVD, té una durada de gairebé quatre hores i mitja. | [ 123 ] [ 124 ] |
| 1923 | The White Shadow                            | Graham Cutts                    | Betty Compson                                                | Alfred Hitchcock va rebre el seu primer crèdit a la pantalla, com a escriptor i ajudant de direcció. Tres dels sis rodets es van trobar a Nova Zelanda l'agost de 2011. | [ 125 ]         |
| 1924 | The Dramatic Life of Abraham Lincoln        | Phil Rosen                      | George A. Billings                                           | Hi ha impressions incompletes de la pel·lícula, incloses algunes imatges de color i tons de color, en diversos arxius de pel·lícules, com ara el National Film and Sound Archive i la Biblioteca del Congrés. | [ 126 ]         |
| 1924 | Fast and Fearless                           | Richard Thorpe                  | Buffalo Bill, Jr., Jean Arthur                               | El rodet dos (de cinc) es troba a la Biblioteca del Congrés.. | [ 127 ]         |
| 1924 | The Fast Express                            | William Duncan                  | William Duncan, Edith Johnson                                | Existeix una impressió fragmentària d'aquesta sèrie de 15 episodis. | [ 128 ]         |
| 1924 | Greed                                       | Erich von Stroheim              |                                                              | Inicialment va durar nou hores i mitja, la pel·lícula va ser retallada per von Stroheim a poc menys de quatre hores, i després l'estudi va retallar a 140 minuts de metratge supervivent. Les imatges restants van ser descartades després per un conserge mentre netejava les voltes. La versió de 240 minuts es va editar l'any 1999, incloses diapositives de les poques imatges d'algunes de les escenes perdudes.. |                 |
| 1924 | Reveille                                    | George Pearson                  | Betty Balfour, Stewart Rome, Ralph Forbes                    | Entre les BFI 75 Most Wanted. Almenys se sap que algunes seqüències sobreviuen en mans privades. | [ 129 ]         |
| 1924 | A Sainted Devil                             | Joseph Henabery                 | Rudolph Valentino, Nita Naldi                                | S'han conservat fragments que formen menys d'una bobina.. | [ 130 ]         |
| 1924 | A Self-Made Failure                         | William Beaudine                | Lloyd Hamilton, Ben Alexander, Matt Moore                    | Una de les comèdies de llargmetratges més llargues fins aleshores. Només sobreviu un tràiler, a la Biblioteca del Congrés. |                 |
| 1924 | Through the Dark                            | George W. Hill                  | Forrest Stanley, Colleen Moore                               | Les dues darreres bobines, set i vuit, falten. | [ 131 ]         |
| 1924 | The Wife of the Centaur                     | King Vidor                      | Eleanor Boardman, John Gilbert                               | Quatre segons de Boardman es poden veure al curt promocional de MGM Twenty Years After. |                 |
| 1925 | The Air Mail                                | Irvin Willat                    | Warner Baxter, Billie Dove, Douglas Fairbanks, Jr.           | Només quatre de vuit rodets sobreviuen a la Biblioteca del Congrés. | [ 132 ] [ 133 ] |
| 1925 | Body and Soul                               | Oscar Micheaux                  | Paul Robeson                                                 | Originalment tenia nou rodets, es va reduir a cinc rodets per obtenir l'aprovació dels censors de Nova York. La còpia supervivent es basa en la versió editada aprovada pel censor; la versió original de nou rodets es considera perduda.. |                 |
| 1925 | Confessions of a Queen                      | Victor Sjöström                 | Alice Terry, John Bowers, Lewis Stone                        | Originalment funcionava amb cinc rodets (64 minuts), l'últim rodet mai s'ha trobat. |                 |
| 1925 | Graustark                                   | Dimitri Buchowetzki             | Norma Talmadge                                               | a Biblioteca del Congrés no té bobines un i tres (de set). | [ 58 ]          |
| 1925 | The Lady                                    | Frank Borzage                   | Norma Talmadge, Wallace MacDonald, Brandon Hurst             | alta la bobina dos (de vuit) a l'arxiu de la Biblioteca del Congrés | [ 134 ]         |
| 1925 | The Lost World                              | Harry Hoyt                      | Wallace Beery, Bessie Love, Lloyd Hughes, Lewis Stone        | Inicialment tenia una durada de 106 minuts. Tot i que s'ha restaurat parcialment, el tall més llarg dura aproximadament 100 minuts. [No obstant això, segons silentera.com, l'edició Blu-ray de Flicker Alley del 2017 té una durada de 110 minuts i "inclou aproximadament vuit minuts de metratge recentment recuperat".] |                 |
| 1925 | Madame Sans-Gêne                            | Léonce Perret                   | Gloria Swanson                                               | El tràiler cinematogràfic ja existeix i es pot veure a YouTube. | [ 136 ]         |
| 1926 | The American Venus                          | Frank Tuttle                    | Esther Ralston, Louise Brooks                                | La Biblioteca del Congrés té dos tràilers i un petit clip en color. | [ 119 ]         |
| 1926 | Bardelys the Magnificent                    | King Vidor                      | John Gilbert, Eleanor Boardman                               | Feia temps que es pensava que s'havia perdut, es va trobar una impressió gairebé completa. Falta la bobina tres. | [ 137 ]         |
| 1926 | Camille                                     | Fred Niblo                      | Norma Talmadge                                               | Hi ha una impressió positiva incompleta de 35 mm a la col·lecció Raymond Rohauer del Cohen Media Group. | [ 138 ]         |
| 1926 | El gran Gatsby                              | Herbert Brenon                  | Warner Baxter, Lois Wilson                                   | Existeix un tràiler d'un minut. | [ 139 ]         |
| 1926 | Just Another Blonde                         | Alfred Santell                  | Dorothy Mackaill, Louise Brooks                              | L'UCLA Film and Television Archive posseeix un fragment de 20 minuts d'aquesta pel·lícula. | [ 140 ]         |
| 1926 | Mademoiselle from Armentieres               | Maurice Elvey                   | Estelle Brody, John Stuart                                   | L'BFI National Archive posseeix fragments que representen aproximadament un terç de la pel·lícula (2.850 de 7.900 ft). | [ 141 ]         |
| 1926 | Kurutta Ichipeiji                           | Teinosuke Kinugasa              | Masao Inoue, Yoshie Nakagawa                                 | Trobada pel director a la seva caseta de jardí l'any 1970; l'havia enterrat durant la Segona Guerra Mundial i l'havia oblidat, però encara falta un terç del metratge original. | [ 142 ] [ 143 ] |
| 1926 | The Silent Flyer                            | William James Craft             | Silver Streak, Malcolm McGregor, Louise Lorraine             | Produïda per Samuel Bischoff i Nat Levine. El tràiler sobreviu a l'UCLA Film and Television Archive i està disponible al DVD More Treasures from American Film Archives, 1894–1931: 50 Films. | [ 119 ]         |
| 1926 | The Song and Dance Man                      | Herbert Brenon                  | Tom Moore, Bessie Love                                       | Els rodets de tres a set sobreviuen a la Biblioteca del Congrés. |                 |
| 1926 | Stop, Look and Listen                       | Larry Semon                     | Larry Semon                                                  | El rodet final trobat al Japó per Toshihiko Sasayama de la Universitat de Waseda i identificat per l'historiador del cinema Junk Iio. | [ 144 ]         |
| 1927 | The Battle of the Century                   | Clyde Bruckman                  | Laurel i Hardy                                               | Durant dècades, l'extracte s'ha inclòs a la pel·lícula recopilatòria de 1957 The Golden Age of Comedy es pensava que era l'únic metratge restant, fins que es va publicar una impressió incompleta del primer rodet (amb un combat de boxa) trobat a finals dels anys setanta. Les escenes amb Eugene Pallette i un darrer gag culminant que mostra un policia rebent un pastís a la cara, estaven desapareguts fins que el segon rodet es va descobrir en una col·lecció privada el juny de 2015. Dos minuts de la pel·lícula mostrant el duet i Pallette des del final del rodet no hi són. | [ 145 ] [ 146 ] |
| 1927 | Cradle Snatchers                            | Howard Hawks                    | Louise Fazenda, Dorothy Phillips Ethel Wales                 | Redescobert per Peter Bogdanovich a la dècada de 1970 a la volta de Fox, encara li falta la meitat del rodet tres i tot el rodet quatre. |                 |
| 1927 | The Dove                                    | Roland West                     | Norma Talmadge                                               | Dels nou rodets, la Library of Congress té els rodets un, tres, quatre i vuit.. |                 |
| 1927 | The Enemy                                   | Fred Niblo                      | Lillian Gish                                                 | La filmoteca de MGM té una impressió que no té l'última bobina. | [ 147 ]         |
| 1927 | For the Term of His Natural Life            | Norman Dawn                     | George Fisher, Eva Novak, Dunstan Webb                       | Aquesta pel·lícula australiana es va reconstruir a partir d'impressions australianes i americanes incompletes i d'altres fonts. Els buits restants es van cobrir amb nous títols i muntatges de fotografies. | [ 89 ]          |
| 1927 | Get Your Man                                | Dorothy Arzner                  | Clara Bow, Charles "Buddy" Rogers, Josef Swickard            | Els rodets 2 i 3 (del total de 6) s'han perdut. | [ 148 ]         |
| 1927 | Isle of Sunken Gold                         | Harry S. Webb                   | Anita Stewart, Duke Kahanamoku                               | S'han trobat els capítols del quatre al sis i el rodet un del capítol set i estan en mans de Collectie Filmcollectief als Països Baixos. | [ 149 ]         |
| 1927 | King of the Jungle                          | Webster Cullison                | Elmo Lincoln, Sally Long                                     | Només sobreviu el tràiler d'aquesta sèrie de 10 episodis. | [ 150 ]         |
| 1927 | Metropolis                                  | Fritz Lang                      | Alfred Abel, Brigitte Helm                                   | Es creia que aproximadament una quarta part de la pel·lícula s'havia perdut per sempre abans del 2008, quan es va descobrir una impressió gairebé completa a l'Argentina. Tots menys cinc minuts de la pel·lícula estan ara intactes i restaurats. Els cinc minuts comprenen dues escenes breus que faltaven a la impressió argentina. A més, faltava una part dels costats superior i esquerre de cada marc a la impressió argentina. |                 |
| 1927 | Napoléon                                    | Abel Gance                      | Albert Dieudonné                                             | La pel·lícula de Gance es va estrenar en diverses versions amb una àmplia gamma de temps d'execució, fins a nou hores i 22 minuts per a la versió definitiva. L'última reconstrucció de l'historiador del cinema Kevin Brownlow dura cinc hores i 32 minuts. |                 |
| 1927 | Now I'll Tell One                           | James Parrott                   | Laurel i Hardy                                               | Falta el primer rodet d'aquesta comèdia de Charley Chase. Tant Stan Laurel com Oliver Hardy apareixen, si bé encara no com a equip. |                 |
| 1927 | Now We're in the Air                        | Frank R. Strayer                | Wallace Beery, Raymond Hatton, Louise Brooks                 | L'any 2016 es va trobar una impressió completa en un arxiu txec. Tanmateix, es va descompondre malament i només es van poder restaurar uns 23 minuts de la pel·lícula. | [ 151 ] [ 152 ] |
| 1927 | The Private Life of Helen of Troy           | Alexander Korda                 | María Corda                                                  | Un rodet de la pel·lícula nominada als Premis Oscar existeix al British Film Institute. |                 |
| 1927 | The Return of the Riddle Rider              | Robert F. Hill                  | William Desmond, Lola Todd                                   | Queda el tràiler d'aquesta sèrie de 10 parts. | [ 153 ]         |
| 1927 | Rough House Rosie                           | Frank R. Strayer                | Clara Bow, Reed Howes                                        | Sobreviu un tràiler de 54 segons. | [ 154 ] [ 155 ] |
| 1927 | The Way of All Flesh                        | Victor Fleming                  | Emil Jannings                                                | L'única actuació "perduda" guanyadora del Premi Oscar. S'han recuperat dos fragments, que sumen uns set minuts. | [ 156 ]         |
| 1927 | Whispering Smith Rides                      | Ray Taylor                      | Wallace MacDonald, Rose Blossom                              | Sobreviu un tràiler d'aquesta sèrie de 10 parts. | [ 157 ]         |
| 1928 | The Adorable Outcast                        | Norman Dawn                     | Edith Roberts, Edmund Burns, Walter Long                     | Quinze minuts de la pel·lícula estan en poder del National Film and Sound Archive d'Austràlia. | [ 158 ]         |
| 1928 | The Arcadians                               | Victor Saville                  | Ben Blue, Jeanne De Casalis, Vesta Sylva                     | Part de les pel·lícules desaparegudes de BFI 75 Most Wanted. El British Film Institute ha assenyalat, però, que una "impressió de nitrats incompleta i deteriorada... aparentment es va veure abans del juliol de 2008". | [ 159 ]         |
| 1928 | Beware of Married Men                       | Archie Mayo                     | Irene Rich, Clyde Cook, Myrna Loy                            | Es va trobar una bobina a l'UCLA Film and Television Archive. | [ 160 ]         |
| 1928 | Beau Sabreur                                | John Waters                     | Gary Cooper Evelyn Brent                                     | Es creu que només sobreviu un tràiler. S'inclou al DVD More Treasures from American Film Archives, 1894–1931. | [ 119 ]         |
| 1928 | The Divine Woman                            | Victor Sjöström                 | Greta Garbo                                                  | S'ha trobat una bobina en un arxiu de pel·lícules russes i s'ha mostrat a Turner Classic Movies. Un altre fragment breu es va trobar en un telenotícies suec i s'ha mostrat a Filmhuset a Suècia. |                 |
| 1928 | A Final Reckoning                           | Ray Taylor                      | Newton House, Louise Lorraine                                | Hi ha un tràiler d'aquesta sèrie de 12 episodis. | [ 161 ]         |
| 1928 | The Garden of Eden                          | Lewis Milestone                 | Corinne Griffith                                             | S'ha perdut una seqüència de somnis en Technicolor. |                 |
| 1928 | How to Handle Women                         | William James Craft             | Glenn Tryon                                                  | Inclou una petita part de Bela Lugosi, i l'única aparició a la pantalla coneguda de George Herriman, el creador de la tira còmica Krazy Kat. La Biblioteca del Congrés té un "arxiu digital que conté un fragment de 300 peus de 16 mm d'una bobina (r1) cedida pel col·leccionista". | [ 162 ]         |
| 1928 | Manhattan Cocktail                          | Dorothy Arzner                  | Nancy Carroll                                                | La seqüència de muntatge d'un minut, "Skyline Dance" de Slavko Vorkapich, es va estrenar l'octubre de 2005 a la col·lecció de DVD Unseen Cinema: Early American Avant Garde Film 1894-1941. | [ 163 ]         |
| 1928 | The Man Without a Face                      | Spencer Gordon Bennet           | Allene Ray, Walter Miller                                    | Existeix una impressió fragmentària d'aquesta sèrie de 10 parts. | [ 164 ]         |
| 1928 | The Patriot                                 | Ernst Lubitsch                  | Emil Jannings                                                | Uns quants fragments i un tràiler sobreviuen a l'UCLA Film and Television Archive. Es va trobar una bobina de sis minuts a l'Arxiu portuguès i es va copiar a l'estoc de seguretat. | [ 165 ]         |
| 1928 | Red Hair                                    | Clarence G. Badger              | Clara Bow, Lane Chandler                                     | La pel·lícula muda amb part de color. L'UCLA Film and Television Archive té fragments que es van mostrar al Festival de Preservació de la UCLA de 2004. | [ 166 ] [ 167 ] |
| 1928 | Sadie Thompson                              | Raoul Walsh                     | Gloria Swanson, Lionel Barrymore                             | Falta el rodet final (uns 10 minuts). La major part de la pel·lícula sobreviu en bones condicions i s'ha publicat en DVD. | [ 168 ]         |
| 1928 | Say It with Sables                          | Frank Capra                     | Francis X. Bushman, Helene Chadwick, Margaret Livingston     | Hi ha un tràiler. | [ 169 ]         |
| 1928 | Spione                                      | Fritz Lang                      | Rudolf Klein-Rogge, Gerda Maurus                             | No han sobreviscut els negatius originals. La restauració de 143 minuts de l'original de 178 minuts es va completar el 2004. | [ 170 ]         |
| 1928 | The Terrible People                         | Spencer Gordon Bennet           | Allene Ray, Walter Miller                                    | Es diu que existeix una "impressió fragmentària" d'aquesta sèrie. | [ 171 ]         |
| 1928 | Three Weekends                              | Clarence G. Badger              | Clara Bow                                                    | L'UCLA Film and Television Archive té fragments que es van mostrar al Festival de Preservació de la UCLA de 2004.. | [ 166 ]         |
| 1928 | The Wedding March                           | Erich von Stroheim              | Erich von Stroheim, Fay Wray                                 | El primer tall de Stroheim va durar 11 hores. Tenia la intenció de convertir-la en una pel·lícula de dues parts, amb la segona part que es diria La lluna de mel. La lluna de mel es presumeix perduda. | [ 172 ]         |
| 1929 | The Case of Lena Smith                      | Josef von Sternberg             | Esther Ralston                                               | Es va mostrar un segment de quatre minuts al Festival de Cinema Mut de Pordenone de 2003. | [ 173 ]         |
| 1929 | Strong Boy                                  | John Ford                       | Victor McLaglen, Leatrice Joy                                | L'Arxiu de Cinema de Nova Zelanda té un tràiler teatral i pot haver-hi una impressió a Austràlia, segons silentera.com. | [ 174 ]         |
| 1929 | Thunder                                     | William Nigh                    | Lon Chaney, Sr.                                              | L'última pel·lícula muda de Chaney. Segons silentera.com, sobreviu mig rodet. | [ 175 ]         |

## Cinema sonor

### Dècada del 1920
| Any  | Pel·lícula               | Director            | Repartiment                                     | Notes | Ref     |
| ---- | ------------------------ | ------------------- | ----------------------------------------------- | --- | ------- |
| 1928 | Melody Of Love           | Arch Heath          | Walter Pidgeon, Mildred Harris                  | El primer sonor total d'Universal. Segons silentera.com, existeix una impressió incompleta. | [ 176 ] |
| 1928 | My Man                   | Archie Mayo         | Fanny Brice                                     | Els rodets un, dos i 11 d'aquest part-talkie sobreviuen, a partir d'un conjunt gairebé complet de discos de la banda sonora i la banda sonora del tràiler.                                                                                      | [ 177 ] |
| 1928 | Noah's Ark               | Michael Curtiz      | Dolores Costello, George O'Brien                | Després de l'estrena d'aquest part-talkie, Warner Bros. va fer grans revisions, inclosa la retallada d'aproximadament mitja hora. Es creu que la versió original de 135 minuts s'ha perdut. La restauració parcial té una durada de 108 minuts. |         |
| 1929 | The Broadway Melody      | Harry Beaumont      | Charles King, Anita Page                        | El primer film parlant que va guanyar un Oscar a la millor pel·lícula. Les escenes també rodades en Technicolor de dues tires només sobreviuen en blanc i negre.                                                                                |         |
| 1929 | The Cocoanuts            | Robert Florey       | Els germans Marx                                | La previsualització va durar 140 minuts i es va editar a 96 minuts per al llançament general. Les impressions existents tenen una durada de poc més de 93 minuts, es suposa que s'han perdut les imatges que falten.                            |         |
| 1929 | Disraeli                 | Alfred E. Green     | George Arliss                                   | La reedició de 1934 es manté. Es creu que es van perdre uns tres minuts del metratge original de 1929. |         |
| 1929 | Frozen Justice           | Allan Dwan          | Lenore Ulric, Robert Frazer                     | Un rodet de la versió muda sobreviu a la Biblioteca del Congrés. La versió sonora s'ha perdut. |         |
| 1929 | Gold Diggers of Broadway | Roy Del Ruth        | Winnie Lightner, Nick Lucas                     | Sobreviuen els dos últims rodets i alguns fragments, així com els discos de so Vitaphone. | [ 178 ] |
| 1929 | The Great Gabbo          | James Cruze         | Erich von Stroheim                              | Originalment presentaven seqüències a Multicolor, ara es creu que s'han perdut. |         |
| 1929 | Happy Days               | Benjamin Stoloff    | Charles E. Evans, Marjorie White, Richard Keene | Segon llargmetratge en 70 mm (utilitzant el sistema Fox Grandeur). Es creu que s'ha perdut la versió de pantalla ampla; sobreviu en una versió de 35 mm.                                                                                        |         |
| 1929 | Married in Hollywood     | Marcel Silver       | J. Harold Murray                                | La bobina final sobreviu (en multicolor) a l'UCLA Film and Television Archive. |         |
| 1929 | On With the Show         | Alan Crosland       | Betty Compson                                   | La primera pel·lícula sonora totalment technicolor, només queda una versió en blanc i negre, tot i que es va trobar un clip molt breu d'imatges en color en un projector de joguina.                                                            | [ 179 ] |
| 1929 | Queen of the Night Clubs | Bryan Foy           | Texas Guinan                                    | Un clip curt inclòs a Winner Take All (1932) smb James Cagney. Silentera.com afirma que també existeix un tràiler mut incomplet. | [ 180 ] |
| 1929 | Red Hot Rhythm           | Leo McCarey         | Alan Hale Sr.                                   | na seqüència filmada, la cançó del títol ("Red Hot Rhythm"), sobreviu als primers processos Multicolor. |         |
| 1929 | Paris                    | Clarence G. Badger  | Irene Bordoni, Jack Buchanan                    | Sobreviu el fragment de technicolor. |         |
| 1929 | Rio Rita                 | Luther Reed         | Bebe Daniels, John Boles                        | Sobreviu una reedició retallada de 1932. |         |
| 1929 | Sally                    | John Francis Dillon | Marilyn Miller                                  | Produïda originalment en Technicolor de dues tires, avui la pel·lícula només sobreviu en blanc i negre, tret d'una seqüència de dos minuts i mig.                                                                                               |         |
| 1929 | Wolf of Wall Street      | Rowland V. Lee      | Nancy Carroll, George Bancroft                  | Només sobreviuen les seqüències de muntatge de Slavko Vorkapich. Un d'ells es va publicar l'octubre de 2005 a la col·lecció de DVD Unseen Cinema: Early American Avant Garde Film 1894–1941.                                                    |         |

### Dècada del 1930
| Any  | Pel·lícula                        | Director                | Repartiment                                                         | Notes | Ref             |
| ---- | --------------------------------- | ----------------------- | ------------------------------------------------------------------- | --- | --------------- |
| 1930 | Bright Lights                     | Michael Curtiz          | Dorothy Mackaill                                                    | No ha sobreviscut cap impressió en Technicolor d'aquest Vitaphone musical.. |                 |
| 1930 | The Cat Creeps                    | Rupert Julian           | Helen Twelvetrees                                                   | Un breu segment d'aquest remake sonor de The Cat and the Canary (1927) s'inclou al curtmetratge Boo! (1932), l'únic metratge conegut que existeix. |                 |
| 1930 | General Crack                     | Alan Crosland           | John Barrymore                                                      | La versió muda d'aquesta pel·lícula existeix. Els discos Vitaphone per a la versió sonora sobreviuen, però s'han perdut els elements de la pel·lícula coincidents.. |                 |
| 1930 | Good News                         | Nick Grinde             | Bessie Love                                                         | La bobina final en Multicolor s'ha perdut. |                 |
| 1930 | Isle of Escape                    | Howard Bretherton       | Monte Blue, Betty Compson, Myrna Loy                                | Alguns fragments sobreviuen. | [ 181 ]         |
| 1930 | Lilies of the Field               | Alexander Korda         | Corinne Griffith, Ralph Forbes                                      | Es conserven fragments de la seqüència "Mechanical Ballet" a la pel·lícula de comèdia de Joe E. Brown de 1932 The Tenderfoot. | [ 182 ]         |
| 1930 | Der Mann, der seinen Mörder sucht | Robert Siodmak          | Heinz Rühmann, Lien Deyers, Hermann Speelmans, Friedrich Holländer  | Originalment de 98 minuts de durada, només queda la versió de 52 minuts publicada el 1933 com "Jim, der Mann mit der Narbe". | [ 183 ]         |
| 1930 | No, No, Nanette                   | Clarence G. Badger      | Bernice Claire, Alexander Gray                                      | Els discos de la banda sonora i el tràiler sobreviuen. | [ 182 ] [ 184 ] |
| 1930 | The Rogue Song                    | Lionel Barrymore        | Lawrence Tibbett, Laurel and Hardy                                  | La banda sonora, dos rodets i diversos clips sobreviuen. |                 |
| 1930 | Chasing Rainbows                  | Charles Reisner         | Bessie Love                                                         | Hi ha una part en blanc i negre de la pel·lícula; es perden seqüències de color al mig i al final de la pel·lícula. |                 |
| 1931 | Annabelle's Affairs               | Alfred L. Werker        | Jeanette MacDonald                                                  | L'última de les pel·lícules de Jeanette MacDonald per a Fox; només se sap que sobreviu un rodet. |                 |
| 1931 | Fanny Foley Herself               | Melville W. Brown       | Edna May Oliver                                                     | Pel·lícula a tot color fotografiada en Technicolor. L'arxiu de cinema i televisió de la University of California, Los Angeles Library té un tràiler en color de 35 mm. | [ 185 ]         |
| 1931 | The Ghost Train                   | Walter Forde            | Jack Hulbert Cicely Courtneidge Ann Todd Cyril Raymond              | Recuperat parcialment (cinc rodets, dos rodets de la banda sonora) com a resultat de la campanya del 1992 del British Film Institute per buscar pel·lícules perdudes. | [ 186 ]         |
| 1931 | The Runaround                     | William James Craft     | Mary Brian                                                          | Originalment llançat com a musical com Waiting for the Bride o Waiting at the Church en Technicolor, es va tornar a publicar amb el nou títol amb les parts musicals retallades. Només una còpia incompleta en blanc i negre de la versió retallada sembla haver sobreviscut |                 |
| 1932 | Condemned to Death                | Walter Forde            | Arthur Wontner, Gillian Lind, Gordon Harker, Cyril Raymond          | Una "versió tallada doblada al francès" es va trobar com a resultat de la campanya del 1992 del British Film Institute per buscar pel·lícules perdudes. | [ 186 ]         |
| 1932 | Horse Feathers                    | Norman Z. McLeod        | Germans Marx                                                        | Les úniques impressions existents d'aquesta pel·lícula falten uns quants minuts a causa tant de la censura com dels danys. |                 |
| 1932 | Veiled Aristocrats                | Oscar Micheaux          | Lorenzo Tucker                                                      | Només queda el tràiler i fragments de dos rodets. |                 |
| 1932 | Walking Down Broadway             | Erich von Stroheim      | James Dunn, Boots Mallory, ZaSu Pitts                               | Retingut del llançament i reeditat com a Hello, Sister!; la versió original es manté perduda | [ 187 ]         |
| 1933 | Deluge                            | Felix E. Feist          | Sidney Blackmer                                                     | Durant molts anys, es va pensar que Deluge era una pel·lícula perduda, però a finals dels anys vuitanta es va trobar una còpia doblada a l'italià en un arxiu cinematogràfic a Itàlia. Abans del descobriment, l'única part de la pel·lícula que se sap que va sobreviure va ser l'impressionant metratge de l'onada que va destruir la ciutat de Nova York, que es va utilitzar a les sèries de Republic Pictures Dick Tracy vs. Crime, Inc. (1941) i King of the Rocket Men (1949). L'any 2016 es va descobrir el negatiu de nitrats de 35 mm amb la banda sonora anglesa. La restauració d'escaneig en 2K va ser realitzada per Lobster Films, aquesta restauració va ser recollida per a una reestrena limitada a les sales de Kino Repertory i un comunicat de premsa casolà per Kino Lorber Studio Classics el febrer de 2017.. |                 |
| 1933 | My Lips Betray                    | John G. Blystone        | John Boles                                                          | Se suposa que el sisè rodet està perdut.. |                 |
| 1933 | The Monkey's Paw                  | Wesley Ruggles          | Louise Carter, Ivan Simpson                                         | Només ha sobreviscut la versió doblada al francès |                 |
| 1933 | Das Testament des Dr. Mabuse      | Fritz Lang              | Otto Wernicke                                                       | L'estrena alemanya va durar 124 minuts. La versió moderna restaurada té una durada de 121 minuts. |                 |
| 1935 | The Burgomeister                  | Harry Southwell         | Janet Ramsey Johnson                                                | Només queda una seqüència. | [ 188 ]         |
| 1935 | Devdas                            | P.C. Barua              | P.C. Barua, Jamuna Barua                                            | D'aquesta pel·lícula clàssica bengalí, només sobreviu el 60%. |                 |
| 1935 | The Mystery of the Mary Celeste   | Denison Clift           | Bela Lugosi, Shirley Grey, Arthur Margetson, Edmund Willard         | Es van retallar divuit minuts de la pel·lícula i l'única impressió que es conserva és la reedició escurçada, retitulada Phantom Ship. |                 |
| 1936 | The Man Behind the Mask           | Michael Powell          | Hugh Williams, Jane Baxter, Maurice Schwartz                        | L'estrena nord-americana supervivent, titulada Behind the Mask, és una versió retallada de la pel·lícula del Regne Unit. | [ 189 ]         |
| 1936 | Things to Come                    | William Cameron Menzies |                                                                     | La versió existent més completa d'aquesta pel·lícula té una durada de 96 minuts, en comparació amb la seva durada original de 117 minuts després de la presentació al BBFC. Una versió reconstruïda utilitzant pel·lícules existents, fotografies de producció i extractes del guió està disponible en DVD. |                 |
| 1937 | Lost Horizon                      | Frank Capra             | Ronald Colman                                                       | La versió inicial de Capra, de 210 minuts, es va reduir a 132 minuts després que la projecció prèvia de la pel·lícula anés malament. A la seva autobiografia, Capra afirma haver destruït personalment els dos primers rodets. Les reedificacions posteriors es van editar encara més per restar importància als elements suposadament Comunista, així com indicis de swinging i diverses escenes que es creien que presentaven els nens nadius amb una llum massa positiva. Tot i que ha sobreviscut una banda sonora completa del llançament original de 132 minuts, no se sap que existeixi cap impressió completa. La restauració va substituir fotografies fixes i fotogrames individuals pels set minuts de metratge que faltaven. S'ha trobat un minut de metratge i s'ha afegit a un llançament en Blu-ray de la pel·lícula.  |                 |
| 1938 | Show Business                     | A. R. Harwood           | Bert Matthews                                                       | Només queden diaris d'una escena menor. | [ 188 ]         |
| 1938 | Thank Evans                       | Roy William Neill       | Max Miller, Hal Walters, Albert Whelan                              | Es van trobar cent peus (poc més d'un minut) de metratge com a resultat d'una campanya del 1992 del British Film Institute per buscar pel·lícules perdudes. | [ 186 ]         |
| 1939 | Tsuchi (Terra)                    | Tomu Uchida             | Mieshi Bando, Donguriboya, Masako Fujimura, Akiko Fujimura, Mari Ko | Una impressió seriosament compromesa de la "Terra" va ser descoberta a Alemanya el 1968. La pel·lícula original tenia una durada de 142 minuts; aquesta versió té una durada de 93 minuts. La versió de 119 minuts de la pel·lícula, amb subtítols en rus, es va descobrir a Rússia cap al canvi de mil·lenni. També li falta l'últim rodet. | [ 190 ]         |

### Dècada del 1940
| Any  | Pel·lícula            | Director            | Repartiment                              | Notes | Ref             |
| ---- | --------------------- | ------------------- | ---------------------------------------- | --- | --------------- |
| 1940 | Fantasia              | Diversos directors  | Deems Taylor                             | Per al seu llançament en DVD del 60è aniversari l'any 2000, el director de restauració de pel·lícules de Disney, Scott MacQueen, va supervisar la restauració i reconstrucció de la versió original de 125 minuts de Fantasia. Els elements visuals dels segments de Deems Taylor que s'havien tallat de la pel·lícula el 1942 i el 1946 es van restaurar, igual que l'entreacte. No obstant això, els negatius d'àudio originals de nitrat de les escenes de Taylor que no s'havien vist durant molt de temps s'havien deteriorat fa diverses dècades, de manera que Disney va incorporar l'actor de veu Corey Burton per doblar totes les línies de Taylor. Encara que es va anunciar com la versió "original sense tallar", es va mantenir l'edició Sunflower a la Simfonia núm. 6 de Beethoven feta el 1969. En aquesta versió, es va aconseguir fent zoom digitalment en determinats fotogrames per evitar mostrar el caràcter de centaureta negra. |                 |
| 1941 | This Man Is Dangerous | Lawrence Huntington | James Mason                              | Inclòs a la llista de llargmetratges britànics desapareguts "75 Most Wanted" del BFI, ha aparegut una còpia doblada a l'italià. | [ 191 ] [ 192 ] |
| 1942 | Berdjoang             | Rd. Ariffien        | Mohamad Mochtar                          | Un sol rodet es va mostrar al Festival Internacional de Cinema Documental de Yamagata; la resta s'ha perdut. | [ 193 ]         |
| 1943 | Sanshiro Sugata       | Akira Kurosawa      | Sambas                                   | Segons la introducció de Toho Studios a la reestrena de 1952 d'aquesta pel·lícula, es van tallar 1.845 peus (17 minuts) el 1944 a causa de les demandes del govern. El metratge que faltava no es va poder trobar per a la reedició de 1952 i es considera perdut. |                 |
| 1948 | Bless 'Em All         | Robert Jordan Hall  | Hal Monty, Max Bygraves                  | Col·locada a la llista BFI 75 Most Wanted de pel·lícules perdudes. Més tard es va oferir a la venda una versió retallada titulada Be Kind Sergeant a eBay. També sobreviu un tráiler de dos minuts i mig. | [ 194 ] [ 195 ] |
| 1949 | Somewhere in Politics | John E. Blakeley    | Frank Randle, Tessie O'Shea, Josef Locke | Segons el British Film Institute, només se sap que existeix una còpia d'un "curtmetratge de 18 minuts de la pel·lícula, titulat Full House". | [ 196 ]         |

### Dècada del 1950
| Any  | Pel·lícula               | Director        | Repartiment                                               | Notes | Ref     |
| ---- | ------------------------ | --------------- | --------------------------------------------------------- | --- | ------- |
| 1951 | Hakuchi                  | Akira Kurosawa  | Setsuko Hara, Masayuki Mori, Toshiro Mifune, Yoshiko Kuga | Kurosawa volia que la versió original de 265 minuts es mostrés en dues parts. Quan l'estudi es va reprimir, la pel·lícula es va reduir a 180 minuts. Després de l'estrena mal rebuda, la pel·lícula es va reduir, en contra de la voluntat de Kurosawa, a 166 minuts. No se sap que existeix cap impressió de la versió de 265 minuts; Kurosawa suposadament va passar una setmana buscant els arxius de l'estudi per trobar el tall original quan va tornar als Shochiku Studios 40 anys més tard per fer Hachigatsu no kyōshikyoku. |         |
| 1951 | The Red Badge of Courage | John Huston     | Audie Murphy, Bill Mauldin, Douglas Dick, Royal Dano      | Huston tenia moltes esperances per a la pel·lícula, fins i tot considerant el tall original de dues hores de la pel·lícula com el millor que havia fet mai com a director. Després d'una lluita pel poder al capdavant de la direcció de MGM, la pel·lícula va passar d'una èpica de dues hores a la versió de 69 minuts estrenada als cinemes, en resposta a les seves suposades previsualitzacions universalment desastroses. No es va publicar mai com a característica "A", però es va mostrar com a imatge "B" de segona funció. Tant Huston com l'estrella Audie Murphy van intentar comprar la pel·lícula sense èxit perquè es pogués reeditar a la seva durada original. Huston no va perdre el temps lluitant per això, ja que es va centrar en la preproducció de la seva següent pel·lícula, La reina d'Àfrica. L'estudi va afirmar que el metratge retallat va ser destruït, probablement en l'incendi de la volta de la MGM de 1965. El 1975, MGM va preguntar a Huston si tenia un tall original de la pel·lícula, que l'estudi volia tornar a estrenar. De fet, havia aconseguit una impressió de 16 mm, però en aquell moment s'havia perdut. A menys que existeixi una còpia no descoberta de la versió sense tallar, The Red Badge of Courage mai es veurà com Huston pretenia originalment. |         |
| 1953 | Captain Thunderbolt      | Cecil Holmes    | Grant Taylor, Charles Tingwell                            | El National Film and Sound Archive australià té el que creu que és la versió de 53 minuts editada per a televisió, però encara està buscant l'original complet de 69 minuts. | [ 197 ] |
| 1954 | Southwest Passage        | Ray Nazarro     | Joanne Dru                                                | Inicialment llançat en 3-D, aquesta funció només sobreviu en 2-D. |         |
| 1954 | A Star Is Born           | George Cukor    | Judy Garland, James Mason                                 | Es va estrenar originalment amb 181 minuts, Warner Bros. Va reduir la pel·lícula a 154 minuts per al llançament general. Per a una restauració de 1983, amb una durada de 176 minuts, es va restaurar el so estereofònic de múltiples pistes original, juntament amb algunes escenes que havien estat retallades; fotografies de producció omplertes per a altres escenes desaparegudes. |         |
| 1954 | Top Banana               | Alfred E. Green | Phil Silvers                                              | Rodada i editada en 3-D, la pel·lícula es va estrenar en 2-D. La pel·lícula només sobreviu en una versió de 16 mm i 2-D, tot i que el tràiler en 3-D ha sobreviscut. |         |
| 1955 | Godzilla contraataca     | Motoyoshi Oda   | Hiroshi Koizumi, Minoru Chiaki                            | Tot i que la pel·lícula en si està intacta, el tràiler japonès d'aquesta segona pel·lícula Godzilla fa temps que es va suposar perdut. Tanmateix, el tràiler de Rodan, la posterior pel·lícula kaiju de Toho, comença amb escenes de la primera ' pel·lícula 'Godzilla i Godzilla contrataca, abans de mostrar el monstre Rodan. A les dues primeres dècades del segle XXI, l'estudi va reutilitzar el tràiler de Rodan, editant-lo de manera que només quedaven les escenes de Godzilla i Godzilla contrataca. El rugit de Rodan encara s'escolta cap al final, però. El tràiler original de Godzilla contrataca es va trobar el 2016, sense la banda sonora. S'inclou a l'estrena en Blu-ray japonesa de la pel·lícula. | [ 198 ] |
| 1956 | Biruma no tategoto       | Kon Ichikawa    |                                                           | Nikkatsu, l'estudi que va encarregar la pel·lícula, la va estrenar al Japó en dues parts, amb tres setmanes de diferència. La primera part (63 minuts de durada) es va estrenar el 21 de gener de 1956, i la segona part (80 minuts) es va estrenar el 12 de febrer. Totes dues estaven acompanyats de pel·lícules B. El rodatge total de 143 minuts es va reduir a 116 per al seu posterior llançament i exportació, segons se suposa per l'objecció d'Ichikawa. S'ha perdut la versió original de 143 minuts.. |         |

### Dècada del 1960
| Any  | Pel·lícula                   | Director            | Repartiment                                | Notes | Ref                     |
| ---- | ---------------------------- | ------------------- | ------------------------------------------ | --- | ----------------------- |
| 1963 | El món és boig, boig, boig   | Stanley Kramer      | Spencer Tracy,                             | La pel·lícula es va rodar amb 192 minuts i es va editar a 162 minuts per a l'estrena general. A finals de la dècada de 1980, es van trobar 20 minuts de metratge suprimit en un magatzem que s'havia programat per a la demolició i restaurat a la pel·lícula el 1991. El 2013 es va localitzar el metratge perdut com a part d'un esforç de restauració per tornar la pel·lícula a la seva durada original. La majoria de les escenes trobades estaven completes; a la resta els faltava el so o les imatges, ja que eren derivats d’impressions de 70 mm que es van editar a partir del tall original de Kramer. Els elements originals van desaparèixer fa molt de temps. |                         |
| 1964 | Man in the 5th Dimension     | Dick Ross           | Billy Graham                               | Aquest curtmetratge es va rodar originalment en el procés de pantalla panoràmica de 70 mm Todd-AO. Es van crear onze impressions de 70 mm, però cap sobreviu. La pel·lícula només existeix en una versió de 16 mm. |                         |
| 1964 | Think                        | Charles i Ray Eames |                                            | La pel·lícula va formar part d'una exposició a l'Exposició Mundial de Nova York de 1964. Al voltant del 2016, es va trobar que una pel·lícula casolana celebrada a l'Indiana University Libraries Moving Image Archives incloïa tres minuts de la versió de 1964. | [ 199 ]                 |
| 1964 | Firelight                    | Steven Spielberg    |                                            | La primera pel·lícula dirigida per Steven Spielberg, llavors només tenia 17 anys. La pel·lícula de ciència-ficció de 135 minuts va costar 500 dòlars. Només sobreviu el 3% de la pel·lícula. | [ 200 ]                 |
| 1965 | Penis                        | A. J. Rose Jr.      |                                            | La versió original, tal com va ser catalogada per l'AFI a la dècada de 1960, va durar 45 minuts. AFI també va afirmar que es va tornar a llançar el 1967 com a 1967 amb 15 minuts tallats. The Film-Makers' Cooperative la va catalogar com una pel·lícula de 29 minuts. La versió redescoberta es va trobar als arxius de FMC i té una durada de 19 minuts. | [ 201 ] [ 202 ] [ 203 ] |
| 1966 | El bo, el lleig i el dolent  | Sergio Leone        | Clint Eastwood, Eli Wallach, Lee Van Cleef | Almenys dues seqüències completades d'aquesta pel·lícula, una en què Blondie frustra a Tuco amb l'ajuda d'una prostituta mexicana i una altra en què Angel Eyes explica a Blondie com va conèixer l'or de Jackson, van ser tallat de tots els llançaments, inclosa la versió d'estrena italiana, i ara es creu que s'han perdut. Tot el que queda de la seqüència anterior és un fragment de material utilitzat en un tràiler francès de la pel·lícula, mentre que un petit nombre de fotos de producció proporcionen proves de l'existència d'ambdues escenes. | [ 204 ] [ 205 ] [ 206 ] |
| 1967 | Four Stars                   | Andy Warhol         | Edie Sedgwick, Ondine                      | Una de les pel·lícules més llargues que s'han projectat públicament, va durar prop de 25 hores a The Filmmaker's Cinemathèque a la ciutat de Nova York del 15 al 16 de desembre de 1967. No és possible una reconstrucció completa. | [ 207 ]                 |
| 1967 | Daekoesu Yonggari            | Kim Ki-duk          |                                            | Es creu que el negatiu original s'ha perdut i la versió original en coreà només existeix en un fragment de 48 minuts. Tanmateix, MGM posseeix un interpositiu complet de 35 mm i elements de 35 mm sense text per als títols inicials i finals i és capaç de reconstruir l'AIP-TV doblat a l'anglès. Versió dels EUA a CinemaScope. |                         |
| 1968 | 2001: una odissea de l'espai | Stanley Kubrick     | Keir Dullea                                | Després de l'estrena original, Kubrick va retallar 19 minuts (mentre afegint targetes de títol i una petita inserció a la seqüència "Alba de l’home"). Disset dels 19 minuts del metratge retallat es van descobrir en una mina de sal de Kansas on s'arxiven algunes pel·lícules. |                         |

### Dècada del 1970
| Any  | Pel·lícula                    | Director                         | Repartiment                             | Notes | Ref                             |
| ---- | ----------------------------- | -------------------------------- | --------------------------------------- | --- | ------------------------------- |
| 1971 | L'aprenenta de bruixa         | Robert Stevenson                 | Angela Lansbury, David Tomlinson        | La pel·lícula es va escurçar després de la seva estrena, de dues hores i mitja a 119 minuts. L'any 1996 es va dur a terme l'esforç de restauració i es va trobar la major part del metratge retallat. No obstant això, la majoria de les pistes de diàleg d'aquestes escenes no es van poder recuperar, ja que les escenes van ser doblades pels actors originals sempre que va ser possible. No s'han trobat imatges de la cançó "A Step in the Right Direction", que es va incloure a l'àlbum de la banda sonora original. |                                 |
| 1971 | Kàrate a mort a Bangkok       | Lo Wei                           | Bruce Lee                               | Després del seu rodatge a Hong Kong, la pel·lícula va ser editada per a l'estrena occidental. Es van fer nombroses retallades, sobretot per eliminar la violència més gràfica. També es va eliminar una escena explícita de prostíbul en què el personatge de Lee fa l'amor a una prostituta tailandesa (l'única escena de nu implícita de Lee en la seva carrera). Es rumorea que les imatges desaparegudes encara existeixen. | [ 208 ]                         |
| 1971 | Abaixa el cap, maleït!        | Sergio Leone                     | Rod Steiger, James Coburn, Romolo Valli | Existeixen moltes versions d'aquesta pel·lícula (la més coneguda i disponible és la versió de 157 minuts), però se sap que diverses escenes s'han retallat de cada estrena i possiblement només sobreviuen a través de fotografies de producció. Aquests inclouen una escena en què John es veu obligat a marxar per un desert sense aigua (similar a una escena de la pel·lícula anterior de Leone, El bo, el lleig i el dolent) i una en què el Dr. Villega és torturat per obtenir informació pel coronel Reza. | [ 209 ] [ 210 ]                 |
| 1972 | L'última casa de l'esquerra   | Wes Craven                       | Sandra Cassel, Lucy Grantham            | Aquesta pel·lícula era inusualment gràfica per a la seva època i molts maquinistes de cinema van fer els seus propis retalls. Com a resultat, falten algunes escenes a la majoria de versions de la pel·lícula i falta el so en altres escenes. | [ 211 ] [ 212 ] [ 213 ] [ 214 ] |
| 1973 | The Wicker Man                | Robin Hardy                      | Christopher Lee, Edward Woodward        | Els elements negatius i cinematogràfics originals del tall de director de 99 minuts de Robin Hardy de The Wicker Man es perden i només sobreviuen en gravacions en cinta. L'any 2013, StudioCanal va llançar una campanya a Facebook per trobar material que faltava a la pel·lícula, que en el descobriment d'una impressió de 92 minuts de 35 mm a l'Arxiu de Cinema de Harvard que va veure l'estrena als cinemes i als mitjans domèstics subtitulada The Final Cut' '. Aquesta impressió, coneguda anteriorment com la "Versió mitjana", va ser muntada per Hardy per a la pel·lícula, aleshores, als Estats Units. Distribuïdor Abraxas, per a la seva reestrena als cines el 1979 als Estats Units. | [ 215 ] [ 216 ]                 |
| 1974 | The Corpse Eaters             | Donald R. Passmore, Klaus Vetter | Michael Hopkins, Ed LeBreton            | Després de ser venuda com a cancel·lació d'impostos, la pel·lícula es va esvair durant anys fins que Encore Home Video la va redescobrir el 1993 i la va llançar en DVD diversos anys més tard, afirmant haver transferit la seva còpia de l'única impressió supervivent coneguda. Aquesta versió té una durada de 57 minuts i es considera incompleta. | [ 217 ]                         |
| 1977 | Last House on Dead End Street | Roger Watkins                    | Roger Watkins                           | El tall original de la pel·lícula, que portava el títol Cuckoo Clocks of Hell, va durar tres hores. Tot i que es va projectar l'any 1974, aquesta versió s'ha perdut; els negatius originals falten i poden haver estat destruïts. | [ 218 ]                         |
| 1979 | Caligula                      | Tinto Brass                      | Malcolm McDowell                        | Falta la major part del tercer acte i moltes escenes petites dels dos primers terços de la pel·lícula |                                 |

### Dècada del 1980
| Any  | Pel·lícula                | Director          | Repartiment                    | Notes | Ref             |
| ---- | ------------------------- | ----------------- | ------------------------------ | --- | --------------- |
| 1980 | The Shining               | Stanley Kubrick   | Jack Nicholson, Shelley Duvall | Semblant a 2001: una odissea de l'espai, Stanley Kubrick va optar per retallar una escena de dos minuts al final de la pel·lícula en què Danny i Wendy reben la visita del Sr. Ullman a l'hospital. Al metratge d'aquesta escena es manté, però el guió de l'escena, així com algunes fotos del plató, romanen als arxius de Kubrick. | [ 219 ]         |
| 1981 | For Your Height Only      | Eddie Nicart      | Weng Weng                      | La pista d'àudio original en tagalog s'ha perdut | [ 220 ]         |
| 1982 | The Impossible Kid        | Eddie Nicart      | Weng Weng                      | Una seqüela de For Your Height Only, també li falta la pista d'àudio original en tagalog. | [ 220 ] [ 221 ] |
| 1987 | My Best Friend's Birthday | Quentin Tarantino | Quentin Tarantino              | El tall original va durar uns 70 minuts, però a causa d'un incendi, queden una mica més de 36 minuts de la pel·lícula. El metratge supervivent s'ha editat junt i s'ha mostrat en diversos festivals de cinema, però mai no s'han llançat oficialment. Tanmateix, al llibre My Best Friend's Birthday: The Making of a Quentin Tarantino Film, Tarantino admet que la pel·lícula sencera existeix realment i que s'ha emmagatzemat al seu garatge durant dècades. | [ 223 ]         |